# Пётр Лелюш
Пётр Лелюш (упом. в 1433—1448) — крупный государственный деятель Великого княжества Литовского, второй воевода трокский (1433—1440).

## Биография
Литовский боярин. В 1433 году Пётр Лелюш впервые упоминается в должности воеводы трокского.
В 1434 году он участвовал в подписании Гродненской унии между Великим княжеством Литовским и Королевством Польским. Поставил на акте свою печать «† sigillum lelusszowa» и гербом «Долива».
Вместе с воеводой виленским Яном Довгердом принял участие в заговоре против великого князя литовского Сигизмунда Кейстутовича, в результате которого последний был убит 20 марта 1440 годах в Тракае. После убийства Ян Довгерд и Пётр Лелюш заняли замки в Вильно и Тракае, принеся присягу на верность Свидригайло как великому князю литовскому. Но большинство литовских магнатов признало новым великим князем литовским польского королевича Казимира Ягеллончика. В том же 1440 году Пётр Лелюш лишился должности воеводы трокского, которую Казимир передал своему воспитателю Яну Гаштольду.
Вероятно, Пётр Лелюш был родственником каштеляна трокского Начки Гинвилавича, который принял герб «Долива» на Городельской унии 1413 года.
Неизвестно, можно ли его идентифицировать с Лялюшем Гирставтавичам, который упоминается на рубеже XIV — XV веков, равно как и с Лялюшием, наместником гродненском в 1444—1452 годах.